# Tournay
Tournay in francese (Tornai in occitano) è un comune francese di 1 322 abitanti, situato nel dipartimento degli Alti Pirenei, nella regione dell'Occitania.
Diede i natali al poeta Francis Jammes.

## Geografia fisica
È un comune situato nell'Astarac fra Tarbes et Lannemezan sulla Strada Nazionale (in francese Route Nationale) n.117 ed il torrente Arros, affluente dell'Adour.
L'Arros viene raggiunto a Pédarré, località in territorio comunale di Tournay (da leggersi Turnai nella grafia italiana), dal ruscello Arrêt.
È possibile l'accesso al paese mediante collegamento ferroviario, alla stazione di Tournay, sulla linea Tolosa-Bayonne, gestita dalla SNCF (Societè Nationale des Chemins de Fer, ovvero Società Nazionale delle Ferrovie).

## Monumenti e luoghi d'interesse
- Abbazia di Nostra Signora di Tournay

## Società

### Evoluzione demografica
Abitanti censiti